# 国道福住バスストップ
座標: 北緯34度36分28.4秒 東経135度54分27.5秒 / 北緯34.607889度 東経135.907639度国道福住バスストップ（こくどうふくすみバスストップ）は奈良県天理市福住町にある名阪国道上のバス停。自動車専用道路ではあるが、路線バスが停車する。

## 停車するバス
- 天理方向
  - 18・21系統 天理駅行（奈良交通）[1]
  - 特急60系統 天理駅行（三重交通）[1]

- 針方向
  - 18系統 針インター行（奈良交通）[2]
  - 21系統 山辺高校行（奈良交通）[2]
  - 特急60系統 中峯山経由上野市駅行（三重交通）[2]

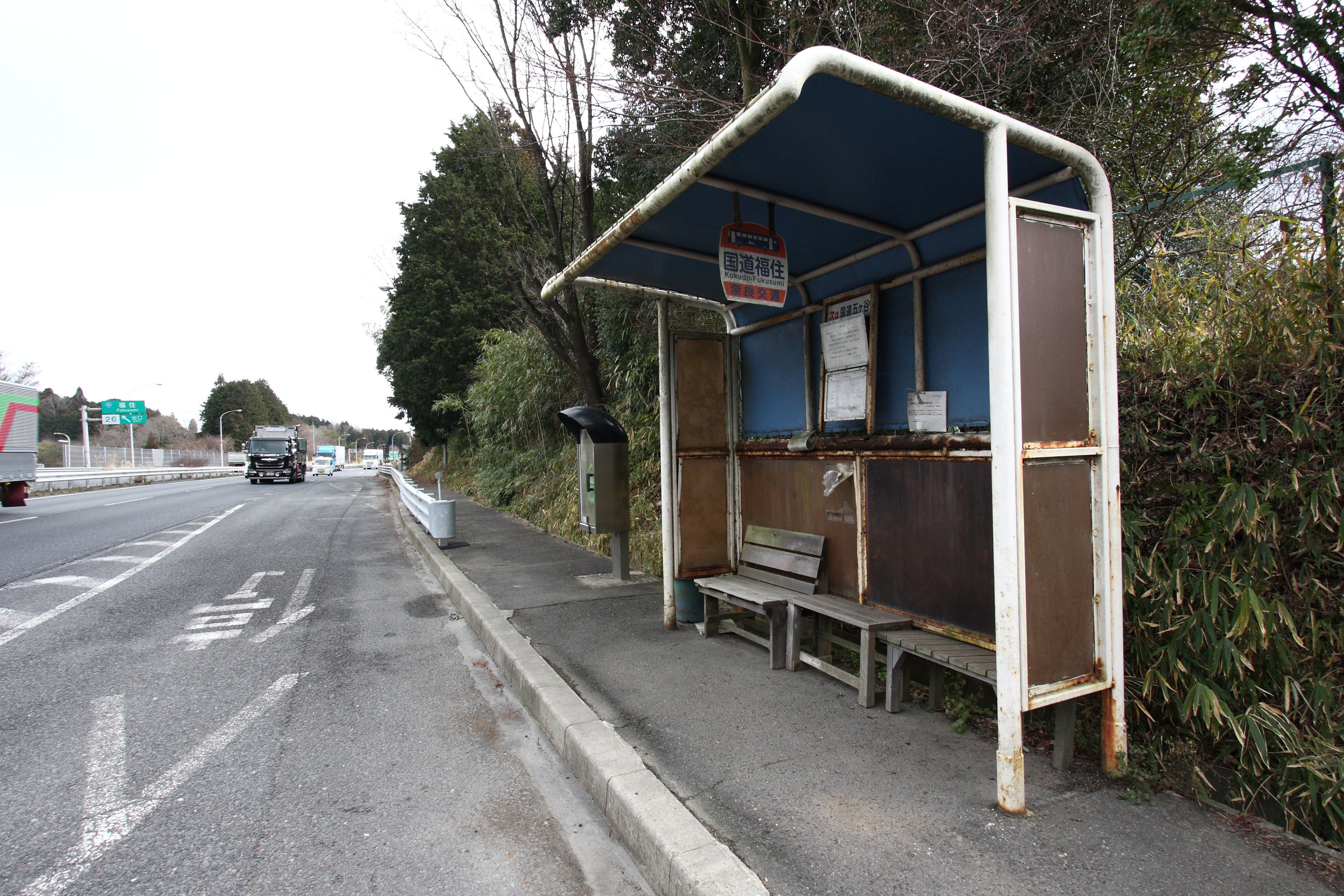
バス停 天理方面
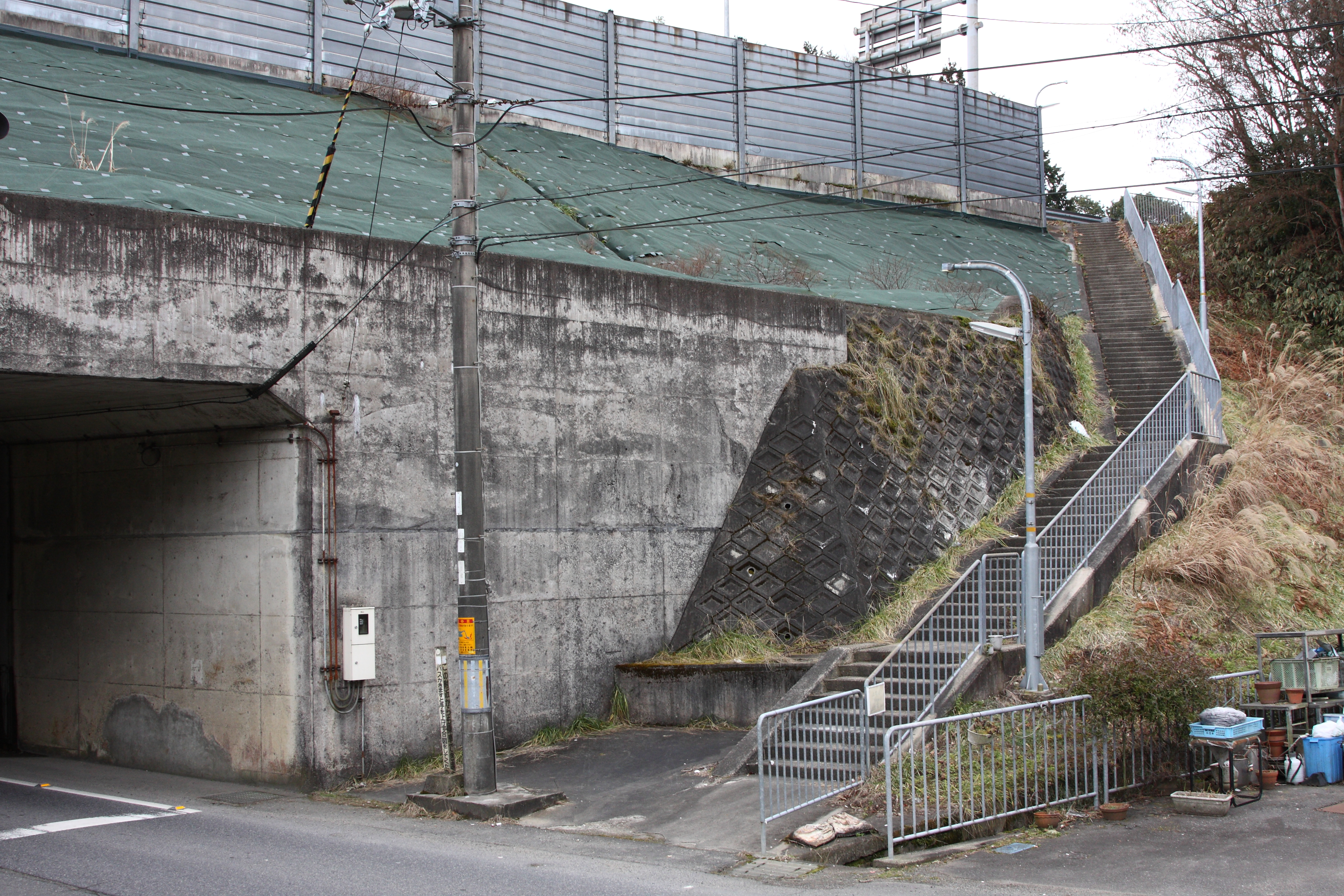
乗り場入口階段 亀山方面
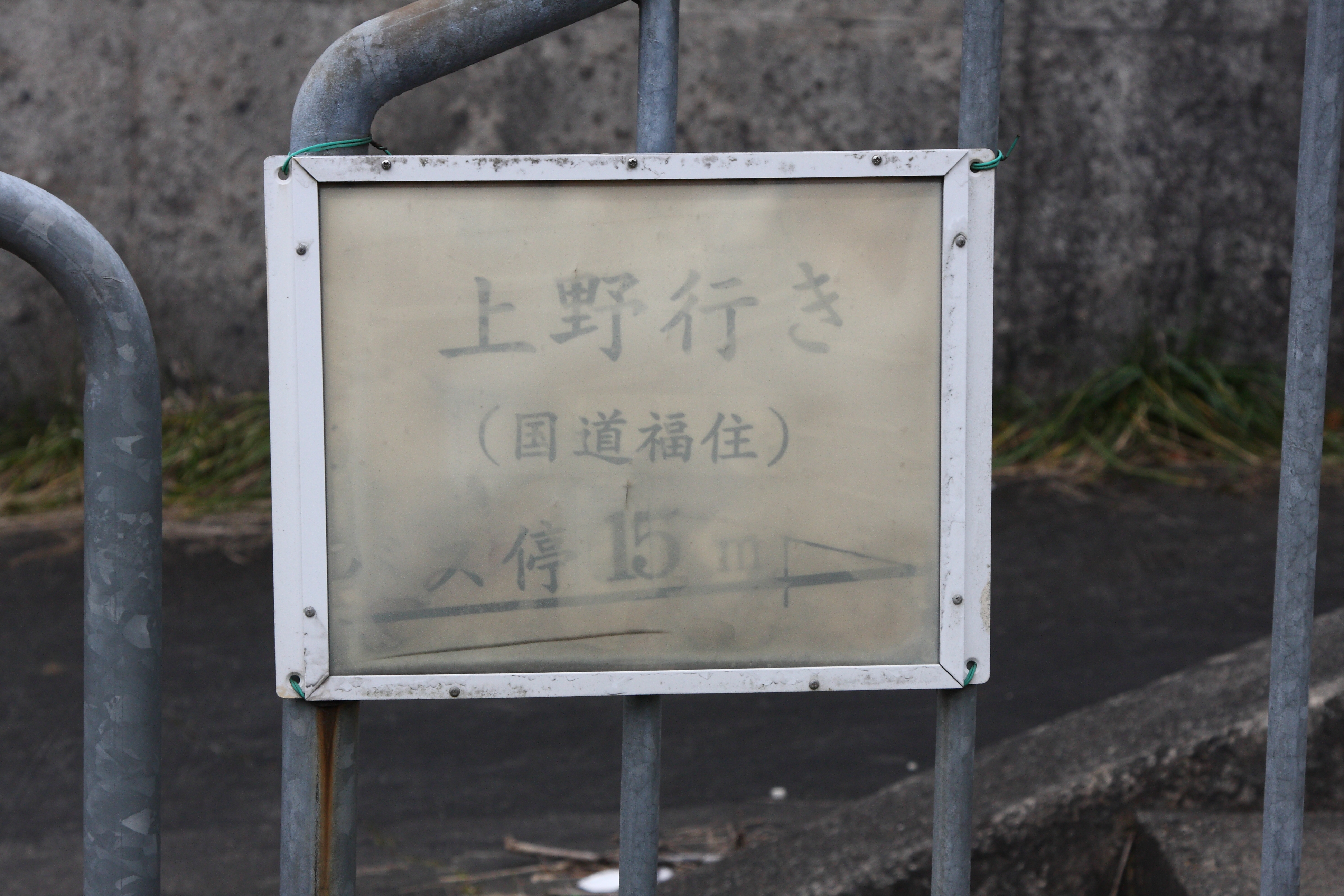
乗り場案内表示板 亀山方面

## 隣のBS
E25名阪国道
一本松BS - 国道福住BS - 国道五ヶ谷BS

## 周辺
- 福住IC
- 奈良交通 上入田（かみにゅうだ）バス停

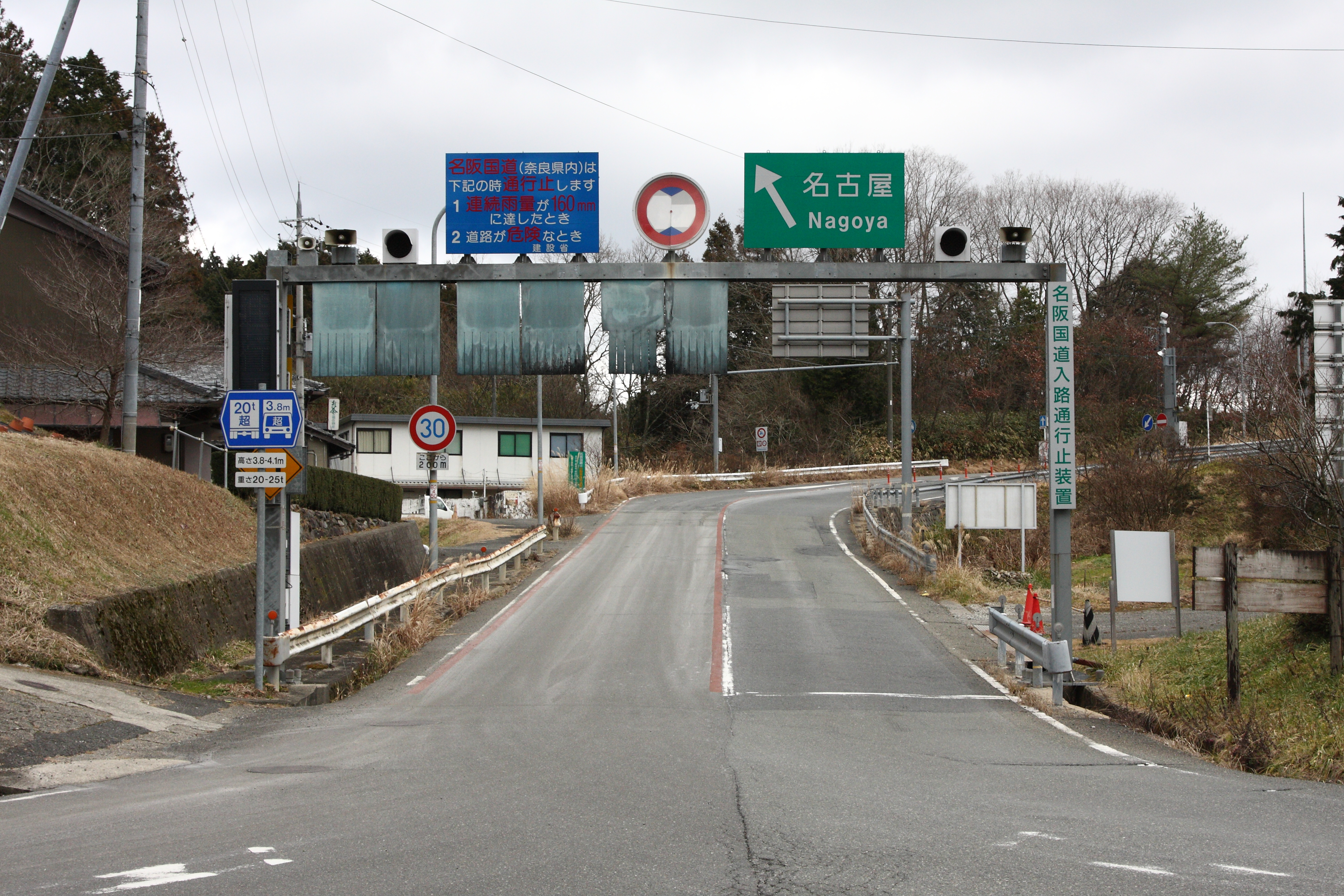
福住インターチェンジ
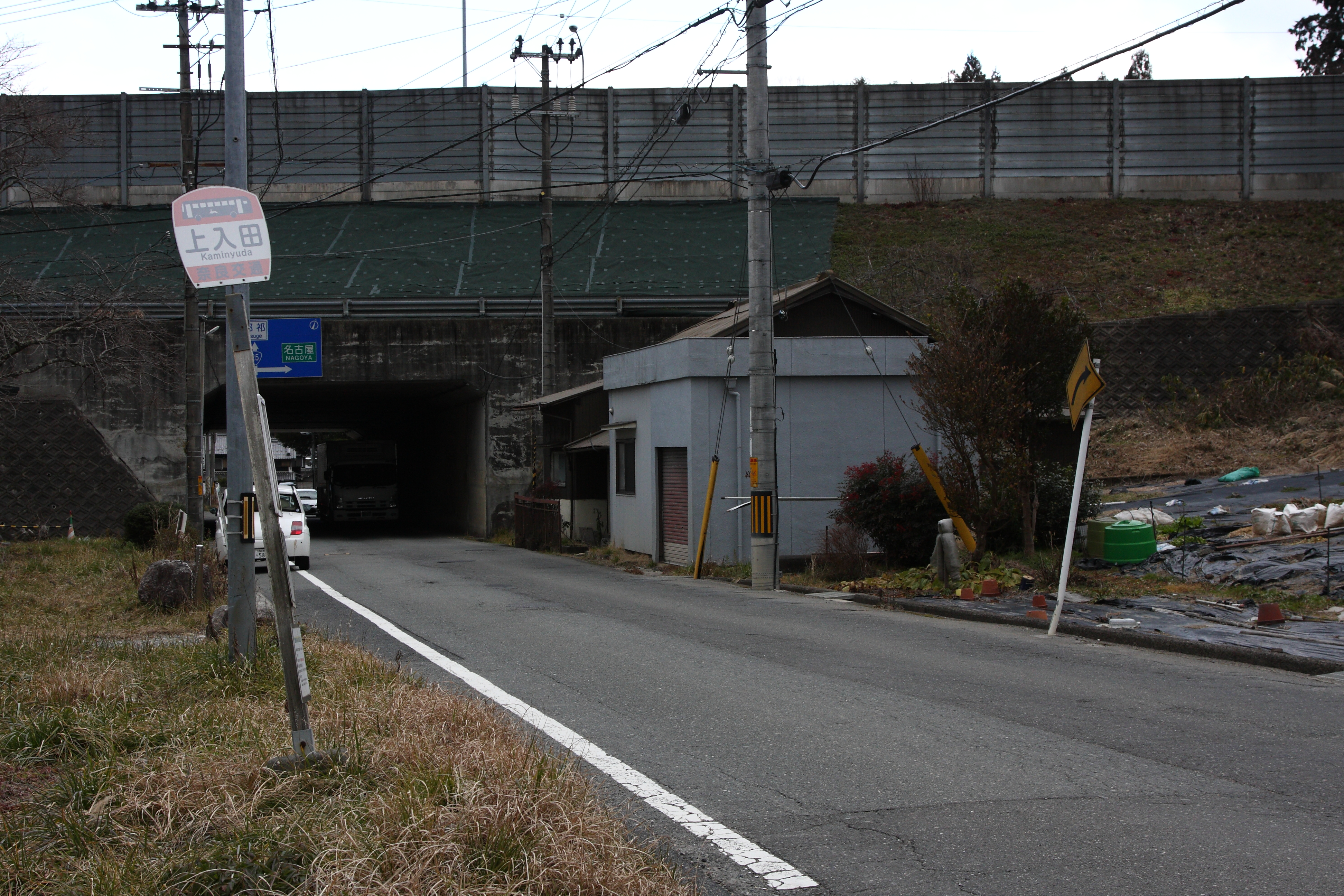
奈良交通 上入田（かみにゅうだ）バス停